# Lista dzieł Fryderyka Chopina według gatunku
Utwory nieopusowane oznaczono numerami katalogowymi Maurice’a J.E. Browna (B), Krystyny Kobylańskiej (KK) i Józefa Michała Chomińskiego (A, C, D, E, P, S).

Podpis Chopina

Wytłuszczonym drukiem wyróżniono najbardziej znane/ważne utwory kompozytora.

## Utwory na fortepian

### Ballady
- Op. 23: Ballada g-moll (1835-36)
- Op. 38: Ballada F-dur (1836–39)
- Op. 47: Ballada As-dur (1841)
- Op. 52: Ballada f-moll (1842–43)

### Etiudy
- Op. 10, 12 etiud:
  - Nr 1: Etiuda C-dur (1830)
  - Nr 2: Etiuda a-moll (1830)
  - Nr 3: Etiuda E-dur (1832)
  - Nr 4: Etiuda cis-moll (1832)
  - Nr 5: Etiuda Ges-dur (1830)
  - Nr 6: Etiuda es-moll (1830)
  - Nr 7: Etiuda C-dur (1832)
  - Nr 8: Etiuda F-dur (1829)
  - Nr 9: Etiuda f-moll (1829)
  - Nr 10: Etiuda As-dur (1829)
  - Nr 11: Etiuda Es-dur (1829)
  - Nr 12: Etiuda c-moll Rewolucyjna (1831)
- Op. 25, 12 etiud:
  - Nr 1: Etiuda As-dur (1836)
  - Nr 2: Etiuda f-moll (1836)
  - Nr 3: Etiuda F-dur (1836)
  - Nr 4: Etiuda a-moll (1832–1834)
  - Nr 5: Etiuda e-moll (1832–1834)
  - Nr 6: Etiuda gis-moll (1832–1834)
  - Nr 7: Etiuda cis-moll (1836)
  - Nr 8: Etiuda Des-dur (1832–1834)
  - Nr 9: Etiuda Ges-dur (1832–1834)
  - Nr 10: Etiuda h-moll (1832–1834)
  - Nr 11: Etiuda a-moll (1834)
  - Nr 12: Etiuda c-moll (1836)
- Trois Nouvelles Études (1839):
  - Nr 1: Etiuda f-moll
  - Nr 2: Etiuda As-dur
  - Nr 3: Etiuda Des-dur

### Impromptu
- Op. 29: Impromptu Nr 1 As-dur (1837)
- Op. 36: Impromptu Nr 2 Fis-dur (1839)
- Op. 51: Impromptu Nr 3 Ges-dur (1843)

#### Opublikowane pośmiertnie
- Op. posth. 66: Fantaisie-Impromptu cis-moll (1834)

### Mazurki
- 2 mazurki (nieopusowane; 1826; pub. 1826; B. 16, KK IIa/2-3, S 1, No. 2):
  - a. Mazurek G-dur
  - b. Mazurek B-dur
- Op. 6, 4 mazurki:
  - Nr 1: Mazurek fis-moll
  - Nr 2: Mazurek cis-moll
  - Nr 3: Mazurek E-dur
  - Nr 4: Mazurek es-moll
- Op. 7, 5 mazurków:
  - Nr 1: Mazurek B-dur
  - Nr 2: Mazurek a-moll
  - Nr 3: Mazurek f-moll
  - Nr 4: Mazurek As-dur
  - Nr 5: Mazurek C-dur
- Op. 17, 4 mazurki:
  - Nr 1: Mazurek B-dur
  - Nr 2: Mazurek e-moll
  - Nr 3: Mazurek As-dur
  - Nr 4: Mazurek a-moll Żydek
- Op. 24, 4 mazurki:
  - Nr 1: Mazurek g-moll
  - Nr 2: Mazurek C-dur
  - Nr 3: Mazurek As-dur
  - Nr 4: Mazurek b-moll
- Op. 30, 4 mazurki:
  - Nr 1: Mazurek c-moll
  - Nr 2: Mazurek h-moll
  - Nr 3: Mazurek Des-dur
  - Nr 4: Mazurek cis-moll
- Op. 33, 4 mazurki:
  - Nr 1: Mazurek gis-moll
  - Nr 2: Mazurek D-dur
  - Nr 3: Mazurek C-dur
  - Nr 4: Mazurek h-moll
- Op. 41, 4 mazurki:
  - Nr 1: Mazurek e-moll
  - Nr 2: Mazurek H-dur
  - Nr 3: Mazurek As-dur
  - Nr 4: Mazurek cis-moll
- Mazurek a-moll („Notre Temps”; 1840; pub. 1841 w Six morceaux de salon, nieopusowane; B. 134; KK IIb/4; S 2/4)
- Mazurek a-moll („Émile Gaillard”; 1840; pub. 1841 w Album de pianistes polonais, nieopusowane; B. 140; KK IIb/5; S 2/5)
- Op. 50, 3 mazurki:
  - Nr 1: Mazurek G-dur
  - Nr 2: Mazurek As-dur
  - Nr 3: Mazurek cis-moll
- Op. 56, 3 mazurki:
  - Nr 1: Mazurek H-dur
  - Nr 2: Mazurek C-dur
  - Nr 3: Mazurek c-moll
- Op. 59, 3 mazurki:
  - Nr 1: Mazurek a-moll
  - Nr 2: Mazurek As-dur
  - Nr 3: Mazurek fis-moll
- Op. 63, 3 mazurki:
  - Nr 1: Mazurek H-dur
  - Nr 2: Mazurek f-moll
  - Nr 3: Mazurek cis-moll

#### Opublikowane pośmiertnie

##### Opusowane
- Op. posth. 67, 4 mazurki (1835–49; pub. 1855):
  - Nr 1: Mazurek G-dur
  - Nr 2: Mazurek g-moll
  - Nr 3: Mazurek C-dur
  - Nr 4: Mazurek a-moll
- Op. posth. 68, 4 mazurki (1827–49; pub. 1855):
  - Nr 1: Mazurek C-dur
  - Nr 2: Mazurek a-moll Słowik
  - Nr 3: Mazurek F-dur
  - Nr 4: Mazurek f-moll

##### Nieopusowane
- Mazurek C-dur (1833; pub. 1870; B. 82; KK IVB/3; P 2/3)
- Mazurek D-dur (1829; pub. 1875; B 31/71; KK IVa/7; P 1/7)
- Mazurek B-dur (1832; pub. 1909; B. 73; KK IVb/1; P 2/1)
- Mazurek D-dur „Mazurek” (1820; pub. 1910; B. 4; KK Anh Ia/1; A 1/1)
- Mazurek As-dur (1834; pub. 1930; B. 85; KK IVb/4; P 2/4)
- Mazurek D-dur (1832; pub.?; P 2/2)

### Nokturny
- Op. 9, 3 nokturny:
  - Nr 1: Nokturn b-moll
  - Nr 2: Nokturn Es-dur
  - Nr 3: Nokturn H-dur
- Op. 15, 3 nokturny:
  - Nr 1: Nokturn F-dur (1830–1831)
  - Nr 2: Nokturn Fis-dur (1830–1831)
  - Nr 3: Nokturn g-moll (1833)
- Op. 27, 2 nokturny:
  - Nr 1: Nokturn cis-moll
  - Nr 2: Nokturn Des-dur
- Op. 32, 2 nokturny:
  - Nr 1: Nokturn H-dur (1836–1837)
  - Nr 2: Nokturn As-dur (1836–1837)
- Op. 37, 2 nokturny:
  - Nr 1: Nokturn g-moll
  - Nr 2: Nokturn G-dur
- Op. 48, 2 nokturny:
  - Nr 1: Nokturn c-moll
  - Nr 2: Nokturn fis-moll
- Op. 55, 2 nokturny:
  - Nr 1: Nokturn f-moll
  - Nr 2: Nokturn Es-dur
- Op. 62, 2 nokturny:
  - Nr 1: Nokturn H-dur
  - Nr 2: Nokturn E-dur

#### Opublikowane pośmiertnie

##### Opusowane
- Op. posth. 72:
  - Nr 1: Nokturn e-moll

##### Nieopusowane
- P. 1/16: Nokturn cis-moll, Lento con gran espressione (1830)
- P. 2/8: Nokturn c-moll (1837)
- A. 1/6: Nokturn cis-moll (Nokturn oubliée) (sporny)

### Polonezy
- Op. 26, 2 polonezy:
  - Nr 1: Polonez cis-moll
  - Nr 2: Polonez es-moll
- Op. 40, 2 polonezy:
  - Nr 1: Polonez A-dur, Wojskowy
  - Nr 2: Polonez c-moll
- Op. 44: Polonez fis-moll
- Op. 53: Polonez As-dur, Heroiczny
- Op. 61: Polonez-Fantazja As-dur

#### Opublikowane pośmiertnie

##### Opusowane
- Op. posth. 71, 3 polonezy:
  - Nr 1: Polonez d-moll (1825)
  - Nr 2: Polonez B-dur (1828)
  - Nr 3: Polonez f-moll (1828)

##### Nieopusowane
- KK IIa Nr 1: Polonez g-moll (1817)
- KK IVa, 5 polonezów:
  - Nr 1: Polonez B-dur (1817)
  - Nr 2: Polonez As-dur (1821)
  - Nr 3: Polonez gis-moll (1822)
  - Nr 5: Polonez b-moll, Adieu à Guillaume Kolberg (1826)
  - Nr 8: Polonez Ges-dur (1829).

### Preludia
- Op. 28, 24 preludia:
  - Nr 1: Preludium C-dur (1839)
  - Nr 2: Preludium a-moll (1838)
  - Nr 3: Preludium G-dur (1838–1839)
  - Nr 4: Preludium e-moll (1838)
  - Nr 5: Preludium D-dur (1838–1839)
  - Nr 6: Preludium h-moll (1838–1839)
  - Nr 7: Preludium A-dur (1836)
  - Nr 8: Preludium fis-moll (1838–1839)
  - Nr 9: Preludium E-dur (1838–1839)
  - Nr 10: Preludium cis-moll (1838–1839)
  - Nr 11: Preludium H-dur (1838–1839)
  - Nr 12: Preludium gis-moll (1838–1839)
  - Nr 13: Preludium Fis-dur (1838–1839)
  - Nr 14: Preludium es-moll (1838–1839)
  - Nr 15: Preludium Des-dur, Deszczowe (1838–1839)
  - Nr 16: Preludium b-moll (1838–1839)
  - Nr 17: Preludium As-dur (1836)
  - Nr 18: Preludium f-moll (1838–1839)
  - Nr 19: Preludium Es-dur (1838–1839)
  - Nr 20: Preludium c-moll, Marsz żałobny (1838–1839)
  - Nr 21: Preludium B-dur (1838–1839)
  - Nr 22: Preludium g-moll (1838–1839)
  - Nr 23: Preludium F-dur (1838–1839)
  - Nr 24: Preludium d-moll (1838–1839)
- Op. 45: Preludium cis-moll (1841)

#### Opublikowane pośmiertnie
- P. 2/7: Preludium As-dur (1834, pub. 1918; ded. Pierre Wolff)
- A. 1/2: Preludium F-dur
- Preludium es-moll, Devil’s Trill

### Ronda
- Op. 1: Rondo c-moll (1825; aranż. na fortepian na 4 ręce 1834)
- Op. 5: Rondo à la mazur F-dur (1826)
- Op. 14: Rondo à la Krakowiak F-dur (1828)
- Op. 16: Rondo Es-dur (1832)

#### Opublikowane pośmiertnie
- Op. posth. 73: Rondo C-dur, wersje na jeden bądź dwa fortepiany (1828)

### Scherza
- Op. 20: Scherzo Nr 1 h-moll (1831)
- Op. 31: Scherzo Nr 2 b-moll (1837)
- Op. 39: Scherzo Nr 3 cis-moll (1839)
- Op. 54: Scherzo Nr 4 E-dur (1843)

### Sonaty
- Op. 35: Sonata fortepianowa Nr 2 b-moll, ze słynnym Marszem pogrzebowym (1839)
- Op. 58: Sonata fortepianowa Nr 3 h-moll (1844)

#### Opublikowane pośmiertnie
- Op. 4: Sonata fortepianowa Nr 1 c-moll (1828)

### Wariacje
- Op. 12: Wariacje B-dur na temat „Je vends des Scapulaires” z opery Ludovic Herolda-Halévy’ego (1833)
- B. 113: Variation in E for Hexameron (1837; pub. 1839)

### Walce
- Op. 18: Grande valse brillante Es-dur (1833)
- Op. 34, Trois grandes valses brillantes:
  - Nr 1: Walc As-dur (1835)
  - Nr 2: Walc a-moll (1831)
  - Nr 3: Walc F-dur (1838)
- Op. 42: Walc As-dur (1840)
- Op. 64, 3 walce:
  - Nr 1: Walc Des-dur, Minutowy (1846)
  - Nr 2: Walc cis-moll (1846)
  - Nr 3: Walc As-dur

#### Opublikowane pośmiertnie

##### Opusowane
- Op. posth. 69, 2 walce:
  - Nr 1: Walc As-dur, L’Adieu (1835)
  - Nr 2: Walc h-moll
- Op. posth. 70, 3 walce:
  - Nr 1: Walc Ges-dur
  - Nr 2: Walc f-moll
  - Nr 3: Walc Des-dur

##### Nieopusowane
- 1868: Walc e-moll, B. 56, KK IVa/15, P. 1/15
- 1871-72: Walc E-dur, B. 44, KK IVa/12, P. 1/12
- 1902: Walc As-dur, B. 21, KK IVa/13, P. 1/13
- 1902: Walc Es-dur, B. 46, KK IVa/14, P. 1/14
- 1932: Walc fis-moll, Valse mélancolique, KK Ib/7, A. 1/7 (sporny)
- 1955: Walc a-moll, B. 150, KK IVb/11, P. 2/11
- 1955: Walc Es-dur (Sostenuto), B. 133, KK IVb/10 (nie zawsze klasyfikowany jako walc)

### Inne utwory na fortepian solo
- Op. 19: Bolero
- Op. 43: Tarantela As-dur
- Op. 46: Allegro de concert A-dur
- Op. 49: Fantazja f-moll
- Op. 57: Berceuse Des-dur
- Op. 60: Barkarola Fis-dur

#### Opublikowane pośmiertnie

##### Opusowane
- Op. posth. 72:
  - Nr 2: Marsz żałobny c-moll (1829; B.20)
  - Nr 3: 3 Écossaises (Tańce szkockie; 1830)
    - Nr 1 D-dur
    - Nr 2 G-dur
    - Nr 3 Des-dur

## Fortepian i orkiestra

### Koncerty
- Op. 11: Koncert fortepianowy Nr 1 e-moll (1830)
- Op. 21: Koncert fortepianowy Nr 2 f-moll (1829–1830)

### Inne
- Op. 2: Wariacje B-dur na temat „Là ci darem la mano” z opery Don Giovanni Mozarta (1827)
- Op. 13: Fantazja na tematy polskie A-dur (1828)
- Op. 14: Rondo à la Krakowiak F-dur (1828)
- Op. 22: Andante spianato [G-dur] i Wielki Polonez Es-dur (1835), znany też pod nazwą Grande polonaise brillante; istnieje także wersja na fortepian solo

## Wiolonczela i fortepian
- B. 70: Grand Duo concertant E-dur (1832; napisana wspólnie z Augustem Franchomme)
- Op. 3: Introdukcja i Polonez C-dur (1829–1830)
- Op. 65: Sonata wiolonczelowa g-moll (1845–46)

## Skrzypce, wiolonczela i fortepian
- Op. 8: Trio na skrzypce, wiolonczelę i fortepian g-moll (1828/1829)

## Śpiew i fortepian

### Opublikowane pośmiertnie

#### Opusowane
- Op. posth. 74, 17 Pieśni (1829–1847)
  - Nr 1: Życzenie G-dur (incipit Gdybym ja była; sł. Stefan Witwicki, 1829)
  - Nr 2: Wiosna g-moll (sł. Stefan Witwicki, 1838)
  - Nr 3: Smutna rzeka fis-moll (sł. Stefan Witwicki, 1831)
  - Nr 4: Hulanka C-dur (sł. Stefan Witwicki, 1830)
  - Nr 5: Gdzie lubi A-dur (sł. Stefan Witwicki, 1829)
  - Nr 6: Precz z moich oczu f-moll (sł. Adam Mickiewicz, 1827)
  - Nr 7: Poseł D-dur (sł. Stefan Witwicki, 1831)
  - Nr 8: Śliczny chłopiec D-dur (sł. Bohdan Zaleski, 1841)
  - Nr 9: Melodia G-dur (incipit Z gór, gdzie dźwigali; sł. Zygmunt Krasiński, 1847)
  - Nr 10: Wojak As-dur (sł. Stefan Witwicki, 1831)
  - Nr 11: Dwojaki koniec d-moll (sł. Bohdan Zaleski, 1845)
  - Nr 12: Moja pieszczotka Ges-dur (sł. Adam Mickiewicz, 1837)
  - Nr 13: Nie ma czego trzeba a-moll (sł. Bohdan Zaleski, 1845)
  - Nr 14: Pierścień Es-dur (sł. Stefan Witwicki, 1836)
  - Nr 15: Narzeczony c-moll (sł. Stefan Witwicki, 1831)
  - Nr 16: Piosnka litewska F-dur (sł. Ludwik Osiński, 1831)
  - Nr 17: Śpiew z mogiłki es-moll (incipit Leci liście z drzewa; sł. Wincenty Pol, 1836)

#### Nieopusowane
- Czary (1830)
- Dumka (1840)